# Jochberg (Tirol)
Jochberg ist eine Gemeinde mit 1517 Einwohnern (Stand 1. Jänner 2025) und ein Dorf im Bezirk Kitzbühel in Tirol (Österreich). Die Gemeinde liegt im Gerichtsbezirk Kitzbühel.

## Geografie
Der Ortskern von Jochberg liegt etwa auf halbem Weg zwischen Kitzbühel und dem Pass Thurn, der nach Mittersill im Salzburger Pinzgau führt. Das Gemeindegebiet bildet den südlichsten Teil des Leukentales und reicht bis zur Grenze zum Bundesland Salzburg. Rund 500 Meter vor dieser Bundeslandsgrenze liegt der Torsee, der Quellsee der Saalach.

### Gemeindegliederung
Jochberg besteht aus einer einzigen, gleichnamigen Katastralgemeinde und Ortschaft.
| Katastralgemeinden   | Ortschaften in der Gemeinde |
| -------------------- | --- |
| Jochberg (87,85 km²) | Jochberg (D) Astach (ZH) Bärenbichl (ZH) Bichl (ZH) Ed (ZH) Filzen (D) Hütte (D) Jochbergwald (R) Mairhofen (ZH) Oberhausen (ZH) Pschitt (D) Reith (ZH) Schigebiet Jochberg (ZH) Schigebiet Pengelstein (ZH) |
| Legende              | |

| In der Spalte Katastralgemeinden sind sämtliche Katastralgemeinden einer Gemeinde angeführt. In der Klammer ist die jeweilige Fläche in km² angegeben. |
| In der Spalte Ortschaften sind sämtliche von der Statistik Austria erfassten Siedlungen, die auch eine eigene Ortschaftskennziffer aufweisen, angeführt. In der Hierarchieebene derselben Spalte, rechts eingerückt, werden nur Ansiedlungen, die mindestens aus mehreren Häusern bestehen, dargestellt. Die wichtigsten der verwendeten Abkürzungen sind: - M = Hauptort der Gemeinde - Stt = Stadtteil - R = Rotte - W = Weiler - D = Dorf - ZH = Zerstreute Häuser - Sdlg = Siedlung - Hgr = Häusergruppe - E = Einzelgehöft (nur wenn sie eine eigene Ortschaftskennziffer haben) Die komplette Liste der Statistik Austria ist in: Topographische Siedlungskennzeichnung nach STAT Zu beachten ist, dass manche Orte unterschiedliche Schreibweisen haben können. So können sich Katastralgemeinden anders schreiben als gleichnamige Ortschaften bzw. Gemeinden. Quelle: Statistik Austria – |

Ortsteile
- Astach
- Bärenbichl
- Ed
- Filzen
- Hütten
- Jochbergwald
- Irler
- Jodlbichl
- Kalkschmidt
- Künstler
- Mairhofen
- Oberhausen
- Parzen
- Pschitt
- Reith
- Riesern
- Vorderreith

### Nachbargemeinden
Drei der sieben Nachbargemeinden liegen im Bezirk Kitzbühel, die anderen im Bezirk Zell am See (ZE).
|                            | Kitzbühel                                   | Aurach bei Kitzbühel      |
| Kirchberg in Tirol         | Kompassrose, die auf Nachbargemeinden zeigt | Saalbach-Hinterglemm (ZE) |
| Bramberg am Wildkogel (ZE) | Mittersill (ZE)                             | Stuhlfelden (ZE)          |

## Geschichte
Das Gebiet rund um Jochberg ist schon seit Urzeiten besiedelt. Auf der Kelchalpe bei Aurach befand sich schon um 1500 vor Christus ein Bergbauzentrum. Zwei Schmelzhütten aus der Zeit um 3000 vor Christus zeigen, dass der Bergbau in dieser Region noch älter ist.
Bei Jochberg handelt es sich um eine Rodungssiedlung. Die Siedler kamen vom Kloster Rott am Inn, die sich das Land erst urbar machen mussten. Die erste urkundliche Erwähnung des Ortes als „Lohberg/Johberg“ erfolgte unter Heinrich IV. im Jahr 1073, wobei es sich bei der Aufzeichnung allerdings um ein diplomatisches Falsifikat des späten 12. oder frühen 13. Jahrhunderts handelt. Seit 1275 gilt Jochberg als Nahtstelle zwischen Salzburg und Bayern.
Ab dem 14. Jahrhundert gehörte das Dorf zum Gericht Kitzbühel. Ein Jahrhundert später wurde der Ortsteil umgehend ausgebaut und wurde zu einem Viertel. Um 1500 veränderte sich der Charakter Jochbergs und der Bergbau wurde erneut aufgenommen. Es wurden Metalle wie Silber und Kupfer geschürft. Verhüttet wurde das Erz im Weiler „Hütten“. Bis 1926 war der Bergbau in dieser Region in Betrieb, die Hütte bis 1874.
Seit 1762 ist Jochberg ein eigenes Dorf und scheint unter den zehn Dörfern des Landesgerichts Kitzbühel auf. Im Jahre 1835 baute man eine Straße.

### Bevölkerungsentwicklung
EinwohnerJahr90010001100120013001400150016001860189019201950198020102040EinwohnerEinwohnerentwicklung von Jochberg

## Kultur und Sehenswürdigkeiten

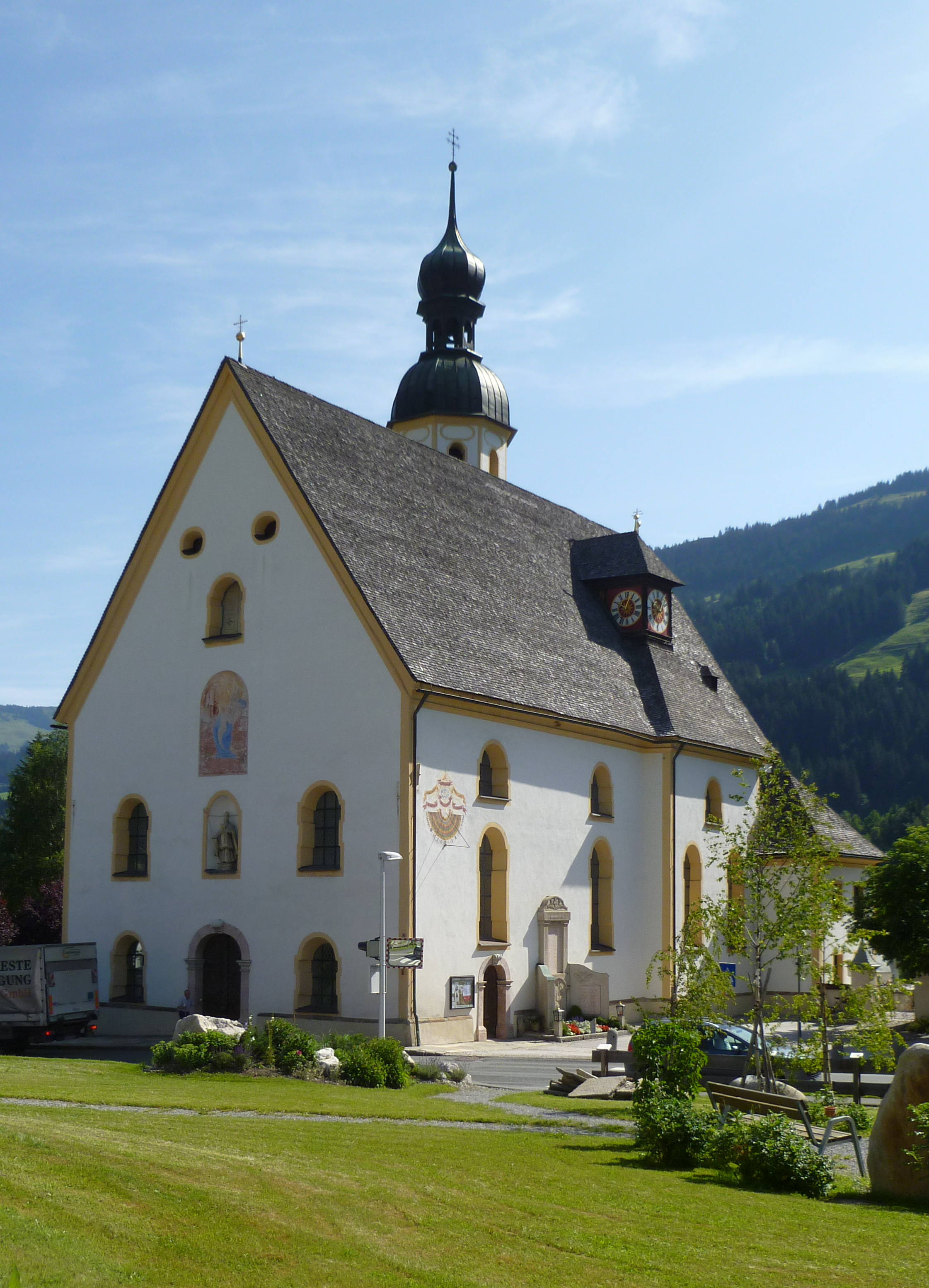
Pfarrkirche Jochberg

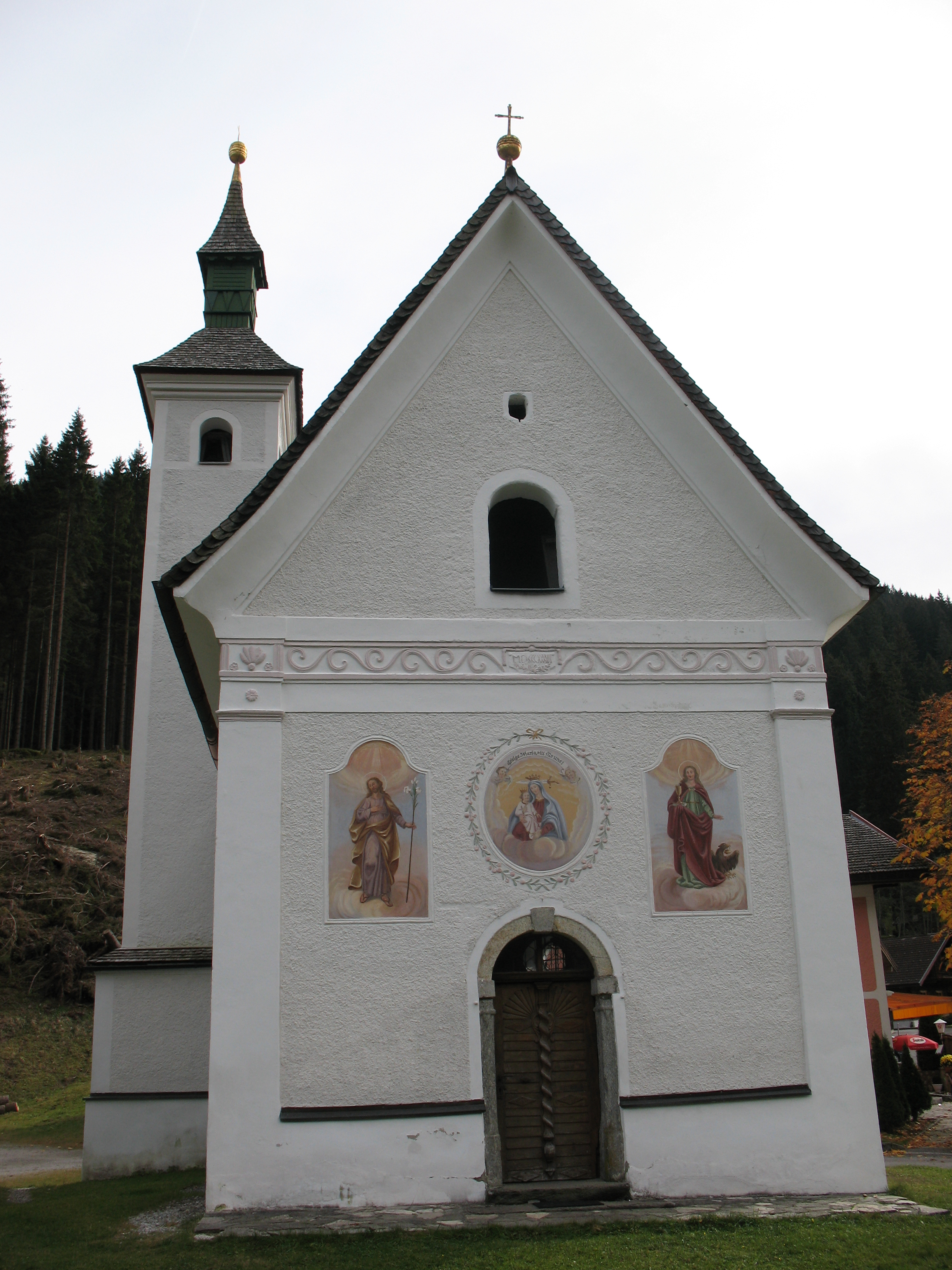
Wallfahrtskapelle Jochbergwald

- Pfarrkirche Jochberg: Die barocke, von 1750 bis 1752 von Kassian Singer erbaute Kirche wurde von Simon Benedikt Faistenberger farbenprächtig ausgemalt. Fast 300 Jahre lang war der Wolfgangsbrunnen, der unterhalb der Kirche entsprang, Ziel von Pilgern, welche Heilung suchten und fanden. Dies ist in einem sogenannten „Mirakelbuch“ aus dem Jahr 1505 in 99 Fällen schriftlich überliefert. Weshalb dieses Pilgertum zur Wolfgangsquelle langsam versiegte, ist nicht klar. Auf Initiative von Pfarrer Andreas Jakober gründete sich der Verein der Freunde der Wolfgangsquelle. Das Wolfgangswasser aus einer Tiefbohrung kann nun in der gotischen Wolfgangskapelle in der Pfarrkirche berührt werden.
- Wallfahrtskapelle Jochbergwald Mariä Heimsuchung
- Schaubergwerk Kupferplatte.

## Wirtschaft und Infrastruktur

### Wirtschaftssektoren
Von den 56 landwirtschaftlichen Betrieben des Jahres 2010 waren 19 Haupterwerbsbauern. Diese bewirtschafteten mehr als 60 Prozent der Flächen. Im Produktionssektor arbeiteten 45 Erwerbstätige in der Bauwirtschaft, 22 im Bereich Herstellung von Waren und je zwei in der Energieversorgung und der Wasserver- und Abfallentsorgung. Die wichtigsten Arbeitgeber des Dienstleistungssektors waren die Bereiche freiberufliche Dienstleistungen (70), soziale und öffentliche Dienste (50) und Beherbergung und Gastronomie (47 Mitarbeiter).
| Wirtschaftssektor            | Anzahl Betriebe | Anzahl Betriebe | Erwerbstätige | Erwerbstätige |
| Wirtschaftssektor            | 2011            | 2001            | 2011          | 2001          |
| ---------------------------- | --------------- | --------------- | ------------- | ------------- |
| Land- und Forstwirtschaft 1) | 56              | 65              | 50            | 43            |
| Produktion                   | 22              | 24              | 71            | 103           |
| Dienstleistung               | 112             | 81              | 251           | 213           |

1) Betriebe mit Fläche in den Jahren 2010 und 1999

### Arbeitsmarkt, Pendeln
Im Jahr 2011 lebten 688 Erwerbstätige in Jochberg. Davon arbeiteten 230 in der Gemeinde, zwei Drittel pendelten aus.

## Politik

### Gemeinderat
Der Gemeinderat hat 13 Mitglieder.
- Mit der Gemeinderatswahl 2010 hatte der Gemeinderat folgende Verteilung: 4 SPÖ, 4 ÖVP, 4 FPÖ, 1 Unabhängige Liste.
- Mit den Gemeinderats- und Bürgermeisterwahlen in Tirol 2016 hatte der Gemeinderat folgende Verteilung: Heimatliste Jochberg 1, FPÖ 7, ÖVP 4, und Unabhängige Liste Jochberg 1.[8]
- Mit den Gemeinderats- und Bürgermeisterwahlen in Tirol 2022 hat der Gemeinderat folgende Verteilung: 8 Zsommhoit´n für Jochberg – Günter Resch – ZSOMM,  5 Gemeinsam für Jochberg – Tiroler Volkspartei – VP TIROL.[9]

### Bürgermeister
- 1956–1968 Hans Neuper
- 1968–1977 Artur Larcher
- 1977–1986 Josef Heinz Huber
- 1986–2004 Richard Noichl (SPÖ)
- 2004–2016 Heinz Leitner (SPÖ)
- seit 2016 Günter Resch (vormals FPÖ)[10]

### Wappen
Das Wappen der Gemeinde zeigt einen rechtsschreitenden Ochsen und nimmt auf die Höhenlage der Gemeinde und die Bedeutung der Landwirtschaft Bezug. Das Wappen der Ochsenberger, einer Adelsfamilie mit viel Grundbesitz im Viertel Jochberg, bildete die Grundlage für das Jochberger Wappen.

## Persönlichkeiten

### Söhne und Töchter der Gemeinde
- Hias Noichl (1920–2002), Skilangläufer, Bergsteiger und Bergführer
- Johann Grander (1930–2012), Unternehmer

### Mit der Gemeinde verbundene Persönlichkeiten
- Ferdinand Friedensbacher (1911–1987), Skirennläufer und Skispringer, Skischulleiter in Jochberg 1955–1970
- Karl Koller (1919–2019), Skirennläufer und Skilehrer